# 皇后之玺
皇后之玺是一块用新疆和田羊脂玉雕刻的印章。印章高2厘米，边长2.8厘米，重33克。上部雕刻一只螭虎，底部刻有“皇后之玺”四个篆体字。
1968年9月，由13岁的少年孔忠良在咸阳的某处渠边发现，后上交陕西省博物馆（今西安碑林博物馆）。现陈列于陕西历史博物馆。2013年8月19日，皇后之玺列入国家文物局发布的《第三批禁止出境展览文物目录》，属玉器，编号6。
又因它的出土地点距汉高祖和皇后吕雉合葬墓东侧有一千米，由此推测它很可能是吕后生前所用的印章。“皇后之玺”是迄今发现唯一的汉代皇后玉玺，对研究秦汉帝后玺印制度有着十分重要的意义。